# The Oakley Seven
The 7 o The Oakley Seven es una película dirigida por Adam Schlachter y producida por Mark Fan y Balcky Bukice, realizada por Blackbear Films en Estados Unidos con las participaciones estelares de Sandra Echeverría como Ana María y Kelly Blatz como Zeke.

## Sinopsis
High school seniors on a geology field trip to a cave encounter problems not listed in the course outline.

## Reparto
- Sandra Echeverría ... Ana Maria
- Kelly Blatz ... Zeke
- Alison Macinnis ... Jessica
- Walter Pérez ... Anthony
- Carrie Finklea ... Cosmo
- Derek Craigie ... Jock
- Dani Miura ... Janice
- Marco Rodriguez ... Ana Maria's Father
- Viviana Vigil ... Ana Maria's Mother
- Alina Herrera ... Young Ana Maria
- Phil Newby ... Bus Driver
- Henry Czerny ... Mr. Whitney